# Rustica
Rustica là một chi bướm đêm thuộc họ Erebidae.

## Các loài
- Rustica pseudouncus Fibiger, 2008
- Rustica nigrops Fibiger, 2008
- Rustica basiprocessus Fibiger, 2008
- Rustica dulcis Fibiger, 2008
- Rustica septemmeri Fibiger, 2008